# Géphyrophobie
La géphyrophobie  (du grec ancien ἡ γέφυρα, -ας = pont) est un trouble anxieux caractérisé par la peur des ponts (ou de traverser les ponts). Par conséquent, les individus souffrant de géphyrophobie tentent d'éviter les chemins qui passent par des ponts,,. Les très longs ponts dotés de courbes peuvent aggraver la phobie en donnant l'impression qu'un virage raté mènerait à la chute en dépit du parapet.
Aux États-Unis, la New York State Thruway Authority (en) propose de conduire les géphyrophobes à travers le pont Tappan Zee (4 881 m) à leur place. Elle intervient en moyenne six fois par an. La Maryland Transportation Authority (en) (direction des transports pour l'État de Maryland) offre un service similaire pour la traversée du pont de la baie de Chesapeake (6 946 m), de même que le concessionnaire du pont Mackinac (8 038 m) qui traverse le détroit éponyme dans le Michigan.
L'effondrement du pont Francis-Scott-Key à Baltimore en 2024 a causé une recrudescence de géphyrophobie aux États-Unis, ou du moins une conscience accrue du problème.

## Crédits
- (en) Cet article est partiellement ou en totalité issu de l’article de Wikipédia en anglais intitulé « Gephyrophobia » (voir la liste des auteurs).